# Пепелана
Пепелана је насељено мјесто у општини Сухопоље, у Славонији, у Вировитичко-подравској жупанији, Република Хрватска.

## Географија
Пепелана се налази око 8,5 км јужно од Сухопоља.

## Историја
До територијалне реорганизације у Хрватској насеље се налазило у саставу бивше општине Вировитица.

## Становништво
Пепелана је према попису из 2011. године имала 116 становника.
| Националност       | 1991. | 1981. | 1971. | 1961. |
| Срби               | 113   | 125   | 186   | 262   |
| Хрвати             | 118   | 108   | 153   | 198   |
| Југословени        | 6     | 21    | 2     | 1     |
| остали и непознато | 3     | 2     | 12    | 1     |
| Укупно             | 240   | 256   | 353   | 462   |

| Демографија | Демографија | Демографија |
| Година      | Становника  | Становника  |
| ----------- | ----------- | ----------- |
| 1961.       | 462         |             |
| 1971.       | 353         |             |
| 1981.       | 256         |             |
| 1991.       | 240         |             |
| 2001.       | 126         |             |
| 2011.       |             | 116         |